# Hilton Valentine
Hilton Stewart Paterson Valentine (North Shields, 21 maggio 1943 – 29 gennaio 2021) è stato un chitarrista britannico.

## Biografia
È noto per essere stato il chitarrista degli Animals, in cui suonò dal 1962 al 1966, quando la band decise di sciogliersi a causa di problemi finanziari.
È morto il 29 gennaio 2021 all'età di 77 anni; la causa della morte non è stata divulgata.